# Boczadus
Boczadus, ou encore Borzadus et Borsadus († v. 1078) est un évêque de Genève de la fin du XIe siècle.

## Biographie
Selon les retranscriptions, les formes varient. Boczadus est la forme retenue par les catalogues de la collection Helvetia Sacra (vol. 3, coll. Le diocèse de Genève, l'archidiocèse de Vienne en Dauphiné, 1980), ou encore l'ouvrage collectif Le diocèse de Genève-Annecy (1985), ou encore l'article de Catherine Santschi, « Genève (diocèse, évêché) » (2007), publié dans le projet encyclopédique Dictionnaire historique de la Suisse. Les auteurs du Régeste genevois (1866) ont pour leur part retenu la forme Borzadus. D'autres auteurs, notamment du XIXe siècle comme le chanoine Fleury (1812-1885), ou l'historien Gingins de la Sarraz (1865), le mentionnent sous la forme Borsadus.
Boczadus apparaît dans le catalogue épiscopal poursuivit par François Bonivard (XVIe siècle), à la suite de Frédéric avec les mentions : « Boezadus vixit in Ep. an. V, obiit XVII Kal », permettant d'indiquer que son épiscopat aurait duré entre 1073 et 1078,. François Fleury, auteur d'une Histoire de l'Église de Genève (1880), relève que le « successeur de Frédéric fut Borsadus, qui occupa le siège épiscopal pendant cinq ans, sans laisser de traces précises dans l'histoire ». Les auteurs Régeste genevois (1866) soulignent quant à eux que le « nom de cet évêque ne figure dans aucune charte, ni dans les chroniques contemporaines ».